# 1994 w grach komputerowych

Artykuł opisuje ważne wydarzenia w 1994 roku w branży gier komputerowych. Zobacz też: historia gier komputerowych.

## Wydane gry
- 2 lutego – Worms
- 11 marca – Warcraft: Orcs & Humans
- 30 marca – FIFA International Soccer
- 2 kwietnia – Final Fantasy VI
- 4 kwietnia – The Elder Scrolls: Arena
- 10 października – Doom II
- 9 grudnia – Tekken
- dokładna data wydania nieznana - Clonk
- dokładna data wydania nieznana - Legacy of Sorasil
- dokładna data wydania nieznana - Rise of the Robots
- dokładna data wydania nieznana - The Flintstones: Surprise at Dinosaur Peak

## Sprzęt
Zostały wprowadzone następujące konsole:
- 22 listopada – Sega Saturn
- 3 grudnia – Sony – PlayStation